# هنري بيترسون
هنري بيترسون (بالسويدية: Henry Pettersson)‏ هو راكب الكنو سويدي، ولد في 11 مايو 1919، وتوفي في 25 يناير 2016.